# Te Pokiha Taranui
Te Pokiha Taranui, ou Te Pōkiha Taranui en graphie maorie, né à Rotoiti vers le début du XIXe siècle et mort à Maketu le 11 juillet 1901, est un chef maori engagé du côté du gouvernement colonial durant les guerres maories.

## Biographie
Il est issu de l’iwi (tribu) Ngati Pikiao (en), elle-même appartenant à la confédération tribale Te Arawa. Durant les « guerres maories » des années 1860 qui opposent des mouvements maoris rebelles au gouvernement colonial britannique établi par le traité de Waitangi de 1840, il mène des troupes te arawa en soutien au gouvernement contre le Kingitanga (en 1864), contre la secte Pai Mārire (de 1865 à 1867) et contre les hommes de Te Kooti (de 1868 à 1870). Remarqué à plusieurs reprises pour son grand courage, il s'illustre notamment en avril 1864 lors d'une bataille contre le Kingitanga au niveau de la rivière Waihi, en courant à découvert sur quelque 200 mètres, sous feu ennemi, pour venir en aide à des soldats pakeha (britanniques). En octobre 1865, il négocie la reddition de guerriers du Pai Marire retranchés dans deux pa (villages fortifiés). Il est remarqué plus généralement pour ses stratégies militaires visant à éviter des morts inutiles.
Promu major vers la fin des années 1860, il se voit remettre en décembre 1870 une épée en signe d'honneur et de reconnaissance à l'occasion de la visite à Tauranga du prince Alfred, duc d'Édimbourg et fils de la reine Victoria, accueilli par Te Pokiha Taranui et par d'autres chefs te arawa.
Élevé dans la foi anglicane, il la quitte au début des années 1880 pour se joindre à une Église maorie fondée sur l'Ancien Testament. Il devient le principal représentant de cette foi à Maketu. En 1892, il est arrêté et emprisonné trois jours pour avoir refusé de payer un nouvel impôt sur la possession de chiens ; il est « profondément blessé par cette humiliation ».  Au cours des années qui suivent, il participe au mouvement Te Kotahitanga (en), 'parlement' pan-tribal et unitaire maori visant à défendre collectivement les intérêts des Maoris et une forme d'autonomie politique, sans rejeter pour autant l'autorité du gouvernement et du parlement néo-zélandais auxquels participent des représentants maoris. Il meurt à son domicile en 1901, âgé probablement « dans les 70 ou 80 ans », et est inhumé avec les honneurs militaires.